# Lunca (Amaru), Buzău
Lunca este un sat în comuna Amaru din județul Buzău, Muntenia, România.